# مصطفى كامل
مصطفى كامل باشا (1291 هـ / 1874 - 1326 هـ / 1908) زعيم سياسي وكاتب مصري. أسس الحزب الوطني وجريدة اللواء. كان من المنادين بإنشاء (إعادة إنشاء) الجامعة الإسلامية. كان من أكبر المناهضين للاستعمار وعرف بدوره الكبير في مجالات النهضة مثل نشر التعليم وإنشاء الجامعة الوطنية، وكان حزبه ينادي برابطة أوثق بالدولة العثمانية، أدت مجهوداته في فضح جرائم الاحتلال والتنديد بها في المحافل الدولية خاصة بعد مذبحة دنشواي التي أدت إلى سقوط اللورد كرومر المندوب السامي البريطاني في مصر.

## نشأته
ولد 'مصطفى كامل في 1 رجب عام 1291 هـ الموافق 14 أغسطس عام 1874م، في قرية كتامة الغابة التابعة لمركز بسيون بمحافظة الغربية وكان أبوه «علي محمد» من ضباط الجيش المصري، وقد رُزِقَ بابنه مصطفى وهو في الستين من عمره، وعُرِف عن الابن النابه حبُّه للنضال والحرية منذ صغره؛ وهو الأمر الذي كان مفتاح شخصيته وصاحبه على مدى 34 عامًا
والمعروف عنه أنه تلقى تعليمه الابتدائي في ثلاث مدارس، أما التعليم الثانوي فقد التحق بالمدرسة الخديوية، أفضل مدارس مصر آنذاك، والوحيدة أيضًا، ولم يترك مدرسة من المدارس إلا بعد صدام لم يمتلك فيه من السلاح إلا ثقته بنفسه وإيمانه بحقه.
وفي المدرسة الخديوية أسس جماعة أدبية وطنية كان يخطب من خلالها في زملائه، وحصل على الثانوية وهو في السادسة عشرة من عمره، ثم التحق بمدرسة الحقوق سنة (1309 هـ = 1891م)، التي كانت تعد مدرسة الكتابة والخطابة في عصره، فأتقن اللغة الفرنسية، والتحق بجمعيتين وطنيتين، وأصبح يتنقل بين عدد من الجمعيات؛ وهو ما أدى إلى صقل وطنيته وقدراته الخطابية.
وقد استطاع أن يتعرف على عدد من الشخصيات الوطنية والأدبية، منهم: إسماعيل صبري الشاعر ووكيل وزارة العدل، والشاعر خليل مطران، وبشارة تقلا مؤسس جريدة الأهرام، الذي نشر له بعض مقالاته في جريدته اللواء.
في سنة (1311 هـ = 1893م) ترك مصطفى كامل مصر ليلتحق بمدرسة الحقوق الفرنسية؛ ليكمل بقية سنوات دراسته، ثم التحق بعد عام بكلية حقوق تولوز، واستطاع أن يحصل منها على شهادة الحقوق، وألف في تلك الفترة مسرحية «فتح الأندلس» التي تعتبر أول مسرحية مصرية، وبعد عودته إلى مصر سطع نجمه في سماء الصحافة، واستطاع أن يتعرف على بعض رجال وسيدات الثقافة والفكر في فرنسا، ومن أبرزهم جولييت آدم، وازدادت شهرته مع هجوم الصحافة البريطانية عليه.

## سيرته

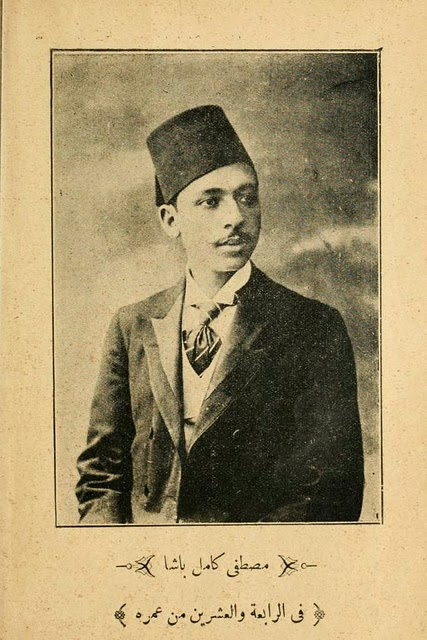
مصطفى كامل في عمر 24.

تدرب مصطفى كامل كمحام بكلية الحقوق الفرنسية بالقاهرة وكلية الحقوق بجامعة تولوز بفرنسا. في يناير 1893، اشتهر كامل عندما قاد مجموعة من الطلاب الذين دمّروا مكاتب صحيفة المقطم  التي دعمت الاحتلال البريطاني لمصر. بصفته قوميًا متحمسًا، فقد كان من مؤيدي الخديوي عباس حلمي الثاني، الذي عارض بشدة الاحتلال البريطاني. وكان عباس حلمي، الذي التقى به لأول مرة عام 1892، هو الذي دفع تكاليف تعليم كامل في تولوز. وصف المؤرخ الأمريكي مايكل لافان كامل بأنه «خطيب ساحر، مسافر لا يكل، كاتب غزير الإنتاج وشخصية كاريزماتية». صادق كامل المستشرق الفرنسي فرانسوا ديلونكل الذي وعد بتقديمه إلى السياسيين الفرنسيين، لكنه بدلاً من ذلك منحه وظيفة كسكرتير له، مما جعله يستقيل مشمئزا.

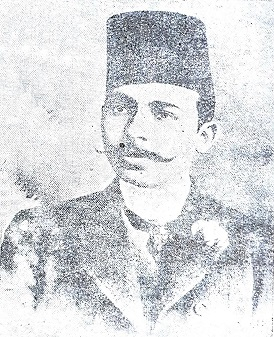
الزعيم الوطني المصري العُثماني مُصطفى كامل باشا.

## الفرانكفونية
حظي كامل باهتمام واسع خارج مصر لأول مرة عندما قدم التماساً لمجلس النواب الفرنسي في باريس في يونيو 1895 يطلب من الحكومة الفرنسية الضغط على بريطانيا لمغادرة مصر. ودفع كامل مقابل طباعة ملصق يُظهره وهو يقدم التماسًا إلى ماريان في «معبد العقل» يطلب منها تحرير مصر، مع وقوف الجماهير المصرية البائسة خلفه بينما يقف جندي بريطاني يمسك بامرأة مقيدة في سلاسل ترمز إلى مصر في مقدمة الملصق. على يمين ماريان يقف العم سام وشخصيات رمزية أخرى لأمم أخرى في العالم، والذين كانوا جميعًا يبدون سعداء. صار ملصق كامل مع تمثيله الرمزي لوضع مصر شائعًا للغاية، وأعيد طبعه في العديد من الصحف الأوروبية والأمريكية في عام 1895. في خطاب ألقاه بالفرنسية في تولوز في 4 يوليو 1895، اتهم كامل اللورد كرومر بـ «التعيين المتعمد لرجال عاجزين أو غير مبالين أو خونة على رأس وزارات الحكومة المصرية وغيرها من المناصب الإدارية. وبهذه الطريقة لا يتلاعب بهؤلاء الرجال فقط كأداة تحت سيطرته ولكنه يستخدم عدم كفاءة هؤلاء الرجال ليحاول أن يثبت لأوروبا أن بلادنا تفتقر إلى طبقة إدارية حاكمة». وفي نفس الخطاب، دعا كامل إلى مساعدة فرنسا قائلا: «من واجب فرنسا.. التدخل وإنقاذنا. . . فرنسا التي أيقظت مصر من سباتها العميق وعاملتنا دائمًا مثل أعز نسلها، وكسبت في هذه العملية احترامنا الأبدي، النابع من أعماق قلوبنا»
عند عودته إلى مصر، كتب كامل ونشر كتيبًا باللغة الفرنسية (لغة النخبة في مصر) بعنوان كاشف لأطروحته وهو Le peril anglais: Conséquence de l'Egypte par l'Angleterre. من عام 1895 إلى عام 1907، زار كامل فرنسا كل عام، ودائمًا ما كان يلقي الخطب ويكتب مقالات في الصحف تنتقد الحكم البريطاني في مصر. أدت صداقة كامل مع الكاتب الفرنسي بيير لوتي والناشطة النسوية جولييت آدم إلى تعريفه بالكثير من المثقفين الفرنسيين، الذين أعجبهم الشاب المصري الذكي ذو الكاريزما والذي تحدث وكتب الفرنسية بطلاقة. ومع ذلك، فقد كان خطاب كامل الفرانكوفيلي محسوبًا، إذ قال لسكرتير عباس حلمي في رسالة في سبتمبر 1895: «كما يعرف أي شخص واقعي، فإن الدول لا تلبي سوى مصالحها العليا. الفرنسيون، تمامًا مثل الإنجليز؛ بغض النظر عن تظاهرهم بالولاء لنا، سوف يفعلون كل ما هو في مصلحتهم السياسية العليا. لذلك من خلال التقارب وتوددنا نحوهم نحن فقط نوظف مناورة سياسية هادفة إلى كسب ثقتهم وربما -حتى لو كان ذلك مؤقتا- يمكننا الاستفادة منها سياسيًا». بالغ كامل في بعض الأحيان في التودد لفرنسا للفوز بدعمها لصالح مصر، كما ورد في خطاب ألقاه في باريس في 18 يونيو 1899 عندما قال: «الحرب التي يشنها جيرانكم من الطرف الآخر للقناة الإنجليزية ضد نفوذكم الثقافي ومكانتكم على ضفاف النيل هي حرب غير معلن عنها. استهدفت الكراهية الإنجليزية بشكل خاص اللغة الفرنسية، لأنهم يحاولون بحماسة وبدون كلل استبدال لغتهم بلغتكم.» على الرغم من ذلك، ظلت الفرنسية إحدى اللغات الرسمية في مصر حتى ثورة 1952.
في البداية، سعى كامل إلى التعاون بصورة وثيقة مع فرنسا والإمبراطورية العثمانية، لكنه صار لاحقًا بشكل تدريجي أكثر استقلالية عن الداعمين الخارجيين، واكتفى بمناشدة الشعب المصري بشكل أساسي للمطالبة بإنهاء الاحتلال البريطاني. غالبًا ما عمل كامل كدبلوماسي غير رسمي، وقام بجولات في عواصم أوروبا نيابة عن الخديوي، طالبًا الدعم لإنهاء الاحتلال البريطاني لمصر.

## الأيديولوجية
```
كان لكامل ما وُصِف بـ «ولاءات معقدة» فيما يخص كون مصر 
ولاية عثمانية
 تتمتع بالحكم الذاتي في ظل أحفاد 
محمد علي
، وذلك قبل احتلال بريطانيا لمصر عام 1882.
[
8
]
 مثل معظم المصريين في جيله، رأى كامل الخديويين حكامًا شرعيين لمصر، والذين بدورهم دانوا بالولاء للخليفة العثماني في 
 القسطنطينية
.
[
8
]
 
كما دعا الخديوي عباس لمنح سلطة حكومة دستورية للشعب. وإدراكًا منه أن مصر لا تستطيع طرد البريطانيين بالقوة، اتجه كامل بجهوده للعلاقات العامة، فكتب: «أدرك حكماء البريطانيين خطورة احتلالهم لمصر. ما يحتاجون لمعرفته هو المشاعر الحقيقية للأمة المصرية ومخاوفها وآمالها وحقيقتها. هذا سيجبر حكومتهم على ترك وادي النيل. أفضل ما يمكننا فعله كمصريين الآن هو الإعلان عن الحقيقة في أوروبا بأكبر عدد ممكن من اللغات، وخاصة باللغتين الإنجليزية والفرنسية.»
[
9
]
```

في عام 1900، أسس كامل صحيفة «اللواء» كمنصة لآرائه ولاستغلال مهاراته في الصحافة والمحاماة. كما أسس مدرسة للبنين مفتوحة أمام المصريين المسلمين والمسيحيين واليهود. لكونه فرانكوفيل، كان كامل متأثرا بالقيم الجمهورية الفرنسية من  حرية، مساواة، أخوة، واعتبر فرنسا تجسيدا لقيم التقدم والازدهار والحرية. ساعدت كتابات كامل في إعادة تعريف الولاء للوطن من خلال ربطه بالتشديد على أهمية التعليم، النظام، وحب الوطن، منتقدا ضمنا الدولة التي صنعها محمد علي الكبير، والتي كانت تدار على أسس مبالغة في العسكرة. مثل العديد من القوميين المصريين الآخرين في أوائل القرن العشرين، افتخر كامل بإنجازات الحضارة المصرية القديمة، والتي أظهرت بالنسبة له أن مصر لديها تاريخ قومي يعود إلى آلاف السنين، وهو ما ميز المصريين عن غيرهم من الشعوب.
تأثر كامل كثيرا بالفيلسوف الفرنسي إرنست رينان الذي جادل بأن ما يُعَرِّف الأمة هو "Le désir d'être ensemble" («الإرادة للعيش معا»)، وأكد كامل أن المصريين منذ آلاف السنين يريدون العيش معا في دولة واحدة. كانت حجة كامل أن توحيد مصر العليا والسفلى حوالي 3100 قبل الميلاد مثَّل ولادة مصر كدولة، واستند إحساسه القومي المصري على الولاء لمصر كدولة وكيان جغرافي، وتناقض ذلك مع بعض الآراء الإسلاموية التي رأت أن تاريخ مصر قبل الفتح الإسلامي 639-642 م كان فترة من «الجاهلية». مثل العديد من القوميين المصريين الآخرين في القرن التاسع عشر، اعتز كامل باكتشافات علماء الآثار الذين كشفوا أنقاض مصر القديمة، وقدَّم التاريخ المصري من زمن الفراعنة إلى الوقت الحاضر باعتباره تاريخًا واحدًا يجب أن يفخر به جميع المصريين. رأى كامل أن محمد علي لم يقم سوى بإعادة مصر إلى مكانتها التاريخية كقوة عظمى، والتي بدأت مع أيام الفراعنة. كان مصطفى كامل فخورا بأصله المنتمي إلى الفلاحين، ورأى نفسه مصريا في المقام الأول ثم تابعا الإمبراطورية العثمانية بعد ذلك بمسافة كبيرة. كان موقف كامل من دور الإسلام في الحياة المصرية مرنا للغاية حيث اعتمادا على جموره المُخاطَب، قال في مرة أن الإسلام هو حجر الزاوية في الهوية الوطنية المصرية وفي أوقات أخرى أكد أن حب الوطن هو ما يجعل المرء مصريًا، وهو ما يجعل الأقباط واليهود المصريين على قدم المساواة مع المسلمين. مال كامل إلى اعتبار الوطنية المصرية مدعومة من قبل الإسلام بدلاً من كونها مبنية على الإسلام. على الرغم من أن كامل لم يكن على استعداد لرفض الخطاب القومي الإسلامي الخاص بالسلطان العثماني عبد الحميد الثاني، كانت تميل كتاباته إلى القول بأن مسلمي مصر لديهم من القواسم المشتركة مع بعضهم البعض أكثر مما لديهم مع المسلمين من الأراضي الأخرى، ورأى الإسلام كوسيلة لتوحيد الشعب المصري وليس كغاية. دعم كامل رؤية عبد الحميد القومية الإسلامية باعتبارها أفضل طريقة لجعل الإمبراطورية العثمانية داعمة لمصر، على أمل أن يقنع السلطان البريطانيين بمغادرة مصر، لكنه رفض احتلال مصر من قبل العثمانيين مرة أخرى.

## العلاقات مع بريطانيا
عادة ما وصف اللورد كرومر كامل في رسائله إلى لندن بأنه «ديماغوجي قومي»، وفي إحدى الرسائل قال عن محادثة مع مثقف مصري قومي يُعتَقَد أنه كامل أنه «شرح لشاب مصري متأثر بالفرنسيين أن مبادئ الحكومة الجمهورية ليست قابلة للتطبيق في مجملها على المجتمع المصري الحالي»، وقال أنها غير مناسبة لـ«فلاح ليس لديه سوى ثوب واحد، ولا يستطيع قراءة جريدة»، بينما هي مناسبة للأوروبيين الذين رأى كرومر أنهم أكثر منطقية.

اختلف كامل بشدة مع ادعاءات اللورد كرومر المتكررة بأن «الشرقيين» ليس لديهم نفس القدرة على التفكير التي يتمتع بها الأوروبيون، وكانت الكثير من كتاباته معنية بإظهار أن المصريين عاقلون ولديهم القدرة على التفكير الذكي. كما هاجم كامل كرومر في خطاب لمحاولته «إنهاء النفوذ الفرنسي، الذي لا يزال واسع النطاق ومهيمنًا بشكل مفرط». رأى كامل بأن النظام التعليمي المصري الذي كان في يوم من الأيام مكانًا «للمعلمين المصريين المخلصين والفرنسيين، هو الآن مكان التقاء المغامرين البريطانيين الأكثر جهلًا والأكثر غرورًا. . . يحاول البريطانيون إنشاء مدارس أنجلوفيلية بحتة لأطفالنا. لن تصدق كمية دروس الكراهية التي تعطى يوميا ضد فرنسا وتركيا.» انتقد كامل كرومر كثيرًا لإهماله النظام التعليمي المصري، مجادلاً بأنه إذا كان كرومر قد اهتم بتعليم المصريين بدلاً من سداد الديون التي تراكمت على إسماعيل من خلال استغلال مصر، لكان قد رأى أن المصريين يمتلكون الذكاء الذي نفى أنهم يمتلكونه. وفي خطاب إلى «سوسيتي دو جيوغرافي دو باريس»، احتج كامل على التلميحات بأن «المصريين لا يصلحون لحكم بلدهم» ووصفها بالافتراء، الذي يمكن لأي شخص عاقل دحضه." عند كتابته للجماهير الأوروبية، وخاصة الفرنسية، كثيرا ما هاجم ادعاء كرومر أن "المسلم المصري متعصب متعطش للدماء يبحث عن أي فرصة لقتل المسيحيين. في مقال صحفي، كتب كامل:
«إن الإنجليز قد ظلموا بعد ظلم، ولكنهم أقنعوا أوروبا بأننا شعب متعصب، نعادي كل المسيحيين. هذه هي أم كل الأكاذيب! نحن لسنا متعصبين أو معاديين للمسيحيين. نحن شعب حكيم ومضياف والدليل لا يقبل الجدل. . . على مدى القرن الماضي، كنا على اتصال مباشر مع أوروبا وخاصة فرنسا، ولم نكن أبدًا معاديين لأحد. على العكس من ذلك، يجد العالم بأسره في مصر كرم الضيافة. إذا كان أعداؤنا يدعون أننا متعصبون دينيون، فقد حان الوقت لوضع حد لخدعهم وأساطيرهم».
كان كامل يميل إلى تصوير العلاقات بين الأغلبية العربية المسلمة والأقلية المسيحية القبطية في مصر على أنها مثالية، بحجة أن مصر كانت أمة متسامحة وليست مثل صورة اللورد كرومر للأمة المسلمة «المتعصبة» التي تضطهد الأقباط. لمواجهة حجة كرومر، صاغ كامل شعار "Libre chez nous، hospitalers pour tous " («أحرار في بلادنا، ومضيافون للجميع»)، والذي أصبح شعاره الأبرز.
توقعت الكثير من كتابات كامل قومية العالم الثالث في وقت لاحق حيث قدم تغطية واسعة في اللواء لحركات الاستقلال في الهند (الهند الحديثة وباكستان وبنغلاديش) وجزر الهند الشرقية (إندونيسيا الحديثة)، وأشار إلى أن دعاة الاستقلال في كلا المكانين يتشاركون معاناته، حيث كانوا جميعًا جزءًا من «شرق» مضطهد يهيمن عليه الغرب. في عام 1900، كتب كامل الذي كان يأمل أن تتدخل فرنسا في حرب البوير: «يا له من درس لنا نحن الذين اعتمدوا على أوروبا!»

## الشمس المشرقة
```
بعد 
الاتفاق الودي
 في عام 1904 
والحرب الروسية اليابانية
 في 1904-05، أصبح كميل 
معجبًا باليابانيين
، ومدح اليابانيين، الشعب «الشرقي» الذي قام بالتحديث واعتبره نموذجًا يجدر بمصر أن تحتذي به.
[
8
]
 بموجب شروط 
الاتفاق الودي
 في أبريل 1904، اعترفت فرنسا بمصر على أنها في دائرة النفوذ البريطاني في مقابل اعتراف بريطانيا بكون المغرب في مجال النفوذ الفرنسي. قدم كامل تغطية واسعة النطاق للحرب الروسية اليابانية في جريدة اللواء
 
وأثنى
 على اليابانيين لتحديثهم البلاد دون أن يفقدوا هويتهم اليابانية.
[
8
]
 نظر إلى السلطان العثماني 
عبد الحميد الثاني
 على أنه مصلح، وغطى كامل باستمرار جهود الإصلاح في الإمبراطورية العثمانية وأعرب عن أمله في أن يكون عبد الحميد مصلحًا عظيمًا مثلما كان 
الإمبراطور ميجي
 مصلحًا لليابان.
[
8
]
 حثت الكثير من كتابات كامل في 
اللواء
 عبد الحميد على أن يكون أشبه بالإمبراطور ميجي في تبني إصلاحات التحديث.
[
8
]
 في 28 مارس 1904، كتب كامل إلى صديقة فرنسية، وهي 
جولييت آدم،
 أنه يكتب كتابًا عن اليابان «ليشرح للناس كيفية النهوض، ولتشجيعهم من خلال تعريفهم بالنضال الحالي لليابانيين».
[
8
]
 في يونيو 1904، كتب كامل إلى آدم أنه أنهى كتابه عن اليابان، قائلاً: «لقد انتهيت للتو من المجلد الأول من كتابي عن اليابان. السبب الرئيسي الذي دفعني إلى القيام بذلك هو 
الاستفادة من تيار التعاطف الكبير
 الذي يشعر به مواطنو بلدي لليابانيين لإخبارهم أن هؤلاء الأشخاص أقوياء للغاية فقط لأنهم وطنيين. أعتقد أنه سيكون لذلك تأثير كبير. تعبت في الأيام الماضية [في إنجاز الكتاب] كما لم أتعب في حياتي».
[
8
]
```

كتب كامل في كتابه الشمس المشرقة عام 1904:
«لو كان الأوروبيون صادقين في دعايتهم وخطابهم بأنهم يريدون أن يُحَضِّروا كل البشر وأنهم لم يدخلوا البلدان إلا ليأخذوا شعوبها بأيديهم لوضعهم على طريق الحضارة لكانوا سعداء بتقدم العرق الأصفر وتطوره ولكانوا قد اعتبروا اليابان أعظم قصة في التحضر. لكن الحقيقة والواقع أن التنافس يظل هو القاعدة العامة في البشرية. يعمل الجميع من أجل الإضرار بخصمه. لا يرغب الأوروبيون في تقدم الشرقيين ولا يرغب الشرقيون في استمرار السيادة الأوروبية»
في مقال آخر في سبتمبر 1904، كتب كامل أن الانتصارات اليابانية ضد روسيا هي «مجد لكل شرقي». عندما علم كامل أن صديقه الفرنسي بيير لوتي الذي كان يدعم روسيا ضد اليابان قد أنهى صداقتهما بسبب هذه القضية، كتب كامل محبطًا إلى آدم في 9 يونيو 1905:
«أنا حزين للغاية لمعرفة أن لوتي قد تغير تعامله نحوي. . . إذا كنت قد تحدثت عن حماسي لليابان أمامه، فذلك لأنني لا أستطيع إخفاء رأيي ومشاعري ؛. . . كيف يندهش لأنني مع اليابانيين؛ كل شعبي يتفق معي. لنفحص الأمر من وجهة نظر المصري والمسلم. من بين الدولتين المتحاربتين، لم تؤذ اليابان مصر ولا الإسلام. من ناحية أخرى، أضرت روسيا مصر في زمن عظمتها في عهد محمد علي [محمد علي الكبير]، أعظم ضرر بحرق أسطولها، بالتنسيق مع إنجلترا (دائمة الغدر) وفرنسا (المخدوعة دائما) [كامل كان يشير إلى معركة نافارين عام 1827 عندما دمر أسطول أنجلو-فرنسي-روسي الأسطول العثماني المصري قبالة سواحل اليونان]. وبمواجهتهم محمد علي أخطر مواجهة، فقد فعلوا للإسلام ولشعوب المسلمين أحلك الشرور. هذا السبب رقم 1. ثانيًا، لم يكن تحالف إنجلترا مع اليابان هو الذي قضي على استقلال بلدي، وإنما تحالف إنجلترا الغادرة مع فرنسا. لماذا إذن يجب أن أكون مناهضًا لليابان؟ أنا، الذي أعشق الوطنيين وأجد بين اليابانيين أفضل مثال على الوطنية؟ أليس الشعب الياباني هو الشعب الشرقي الوحيد الذي وضع أوروبا في مكانها الصحيح؟ كيف لا أحبهم؟ إنني أتفهم جيداً حزنكم واستياءكم، لكني كنت سأشارككم هذا الحزن والأسى لو بقيت فرنسا معنا».
يهتم جزء كبير من كتاب الشمس المشرقة بإصلاح ميجي مع تصوير الإمبراطور ميجي بصورة البطل الذي قام بتحديث اليابان من خلال إنهاء التوكوغاوا باكوفو، وهو الأمر الذي فهمه الجمهور المصري على أنه دعوة للخديوي عباس حلمي لتحديث مصر من خلال إنهاء الاحتلال البريطاني. تم توضيح الرسالة عندما قارن كامل التوكوغاوا باكوفو، غير القادر على الوقوف في وجه القوى الأجنبية التي استهزأت باليابان، مع الوضع الحالي للعالم الإسلامي، والذي هو أيضًا غير قادر على الوقوف في وجه الأجانب، وأعرب عن أمله في أن يكون كل من عبد الحميد الثاني وعباس حلمي الثاني قادرين على محاكاة الإمبراطور ميجي.

## وصف اليابان
في الشمس المشرقة، قدم كامل الشنتوية كوسيلة للدولة اليابانية لتوحيد الشعب الياباني حول ولاء مشترك للإمبراطور بدلاً من كونه إيمانًا وغاية في حد ذاته. كتب كامل أنه لا يعتقد أن أباطرة اليابان كانوا آلهة، لكنه شعر أن جعل اليابانيين يعبدون إمبراطورهم كإله حي كان مفيدًا جدًا في توحيد الشعب الياباني، بحجة أن اليابانيين لم ينقسموا أبدًا بالطريقة التي انقسم بها المصريون لأن جميع اليابانيين تقريبًا كانوا يعتبرون إمبراطورهم إلهًا لا يمكن عصيانه. لم يفهم كامل مع ذلك الفارق بين شنتوية الدولة التي تمجد أباطرة اليابان كآلهة حية وبين الشنتوية الشعبية التي كانت موجودة في اليابان منذ آلاف السنين، حيث رأى كل الشنتوية على أنها شنتوية تابعة للدولة. استخدم اليابانيون دائمًا مصطلح Mikado للإشارة إلى الإمبراطور لأن لقبه واسمه كانا يعتبران مقدسين جدًا بحيث لا يمكن أن ينطق بهما الناس العاديون، ولم يعلم كامل أن مصطلح Mikado كان مجرد ااسم مستعار للنظام الملكي الياباني. كتب كامل بإعجاب عن كيف وحدت الشنتوية التابعة للدولة الشعب الياباني، معلناً: «تسللت روح التغيير والفخر القومي بين جميع [اليابانيين]، وبعد ذلك بدأ الفرد الذي كان يعتقد أن قريته فقط هي البلد بأكملها أن يدرك أن المملكة كلها هي دولة للجميع، وأنه مهما كانت أجزائها بعيدة أو معزولة عن بعضها، فإن أي تدخل أجنبي في أي من قراها من شأنه أن يزعج سلامة القرى الباقية ويضرها بالمثل».
أشاد كامل بإصلاحات ميجي لإعطائها اليابان نظامًا قانونيًا قائمًا على النظام القانوني الفرنسي، والذي جعل جميع اليابانيين متساوين أمام القانون والدستور، وأشار إلى أن الخديوي يجب أن يحذو حذوه في مصر. على الرغم من ذلك، أدى أحد الفصول في كتاب الشمس المشرقة، والذي امتدح فيه التوكوغاوا باكوفو في القرنين السادس عشر والسابع عشر لقضائها على المسيحية في اليابان لأن المسيحية مَثَّلت «ديانة أجنبية» قوَّضت وحدة الشعب الياباني، إلى تخويف الكثير من الأقباط. وكذلك أشاد كامل بالساموراي الذين «أعادوا» إمبراطور ميجي في عام 1867، على الرغم من أن إصلاحات حقبة ميجي أنهت وضعهم الخاص وطريقة حياتهم، إلا أنهم بوصفهم وطنيين وضعوا الصالح العام لليابان قبل مصالحهم الخاصة. كانت رسالة كامل مفادها أن الطبقة الأرستقراطية التركية الشركسية المصرية بحاجة إلى أن تكون أكثر شبهاً بالنخبة اليابانية في متابعة الإصلاحات التي من شأنها إنهاء وضعهم الخاص من أجل الصالح العام لمصر  كان كامل مؤيدًا لسلطوية اليابان التي تمثلت في طاعة الشعب الياباني إمبراطورهم وسعى هم بلا كلل إلى إطاعة أوامره دون شروط، واعتبر ذلك أحد أهم مفتاح نجاح اليابان في التحديث. رسم كامل المجتمع الياباني في ضوء وردي للغاية، إذ ذكر أن اليابان ليس بها رقابة، وأن نظامها القانوني المبني على الطراز الفرنسي يعامل الجميع على قدم المساواة، وأن الدولة اليابانية تضمن التعليم للجميع، وربما كان ذلك لتوضيح ما ستستفيد منه مصر لو فعلت مثل اليابان.

## الانتقاد
قدم كامل الإمبريالية اليابانية في ضوء إيجابي، معتبرًا أن اليابانيين، على عكس البريطانيين (الذين رأى كامل أنهم مهتمون فقط باستغلال مستعمراتهم اقتصاديًا) كانوا يمارسون في كوريا نسخة آسيوية من مهمة التثقيف الفرنسية، سعيًا لتحسين أوضاع الناس العاديين. رسم كامل في الشمس المشرقة مقارنة بين «شر» الإمبراطورية الروسية، «الذي يُثريه كل استعمار» مقابل الغضب «الشرعي» لليابانيين بسبب «خداعهم» في الحرب الصينية اليابانية الأولى عام 1894-95. كتب لفان أن كامل لم يأخذ في الحسبان أن الكوريين والصينيين استاءوا أيضًا من كونهم تحت السيطرة اليابانية بنفس الطريقة التي استاء فيها من كون مصر تحت سيطرة بريطانيا. وأشار أيضًا إلى أن كامل كان سيشعر بالفزع والإحباط لو علم أن نموذج الحكم الياباني لكوريا خلال الأعوام 1905-10 عندما كانت كوريا محمية يابانية كان شبيهًا بإدارة اللورد كرومر لمصر، بل رأى اليابانيون إدارة لكرومر لمصر خير مثال على ما كانوا يسعون إلى القيام به في كوريا.

## حادثة دنشواي
تعززت مساعي كامل بعد حادثة دنشواي في 13 يونيو 1906 حيث حوكم أربعة فلاحين وشنقوا لاعتدائهم على ضباط الجيش البريطاني بعد أن قتل أحدهم امرأة مصرية، مما تسبب في وفاة أحد الضباط بضربة شمس. حفزت حادثة دنشاواي الحركة القومية المصرية، واستغل كامل قضية مقتل مزارع مصري على يد القوات البريطانية (بعد محاولته مساعدة ضابط بريطاني توفي بضربة شمس مع شنق أربعة مزارعين آخرين بتهم التحريض على القتل)، لإثارة الغضب القومي، ليصبح المتحدث باسم الحركة القومية المصرية. في مقال في صحيفة لو فيغارو في 11 يوليو 1906، كتب كامل: «وقعت حادثة مأساوية في قرية دنشواي المصرية في الدلتا، والتي تمكنت من التأثير عاطفيًا في الإنسانية بأكملها.» لفت مقال كامل في لو فيغارو الانتباه الدولي إلى حادثة دنشواي، وفي 15 يوليو 1906، زار كامل لندن. ترجم كامل مقالته إلى اللغة الإنجليزية وأرسلها بالبريد إلى كل نائب بريطاني، حيث ألقى خطبًا في جميع أنحاء بريطانيا تروي قضية دنشواي.
في 26 يوليو 1906 ألقى كامل خطابًا في فندق كارلتون بلندن، بدأ بإلقاء الضوء على تاريخ الأقلية القبطية في مصر لمواجهة حجة كرومر عن «تعصب» المصريين المسلمين، ثم هاجم كرومر لإهماله للنظام التعليمي المصري، متهمًا إياه بالتسبب في أن أجيالاً بأكملها من المصريين لم يتعلموا منذ أن تولى مسئولية مصر. ثم انتقل كامل إلى التعليق على حادثة دنشواي قائلاً: «أنشأ اللورد كرومر محكمة خاصة في ديشواي والتي أثارت غضب الجميع ... محكمة لا تتبع أي نص قانوني ولا أعراف. . . . كان وجودها بمثابة مهزلة ضد الإنسانية والحقوق المدنية للشعب المصري ونقض لشرف الحضارة البريطانية.» بعد ذلك، زار كامل 10 داوننج ستريت للقاء رئيس الوزراء، هنري كامبل بانرمان. طلب كامبل بانرمان من كامل قائمة بالمصريين القادرين على تولي منصب الوزارة، مما دفعه لكتابة 32 اسمًا، عُيِّن العديد منهم في مجلس الوزراء المصري. أدت حادثة دنشواي إلى استقالة اللورد كرومر في مارس 1907، وفي خطاب استقالته، أشار كرومر لأول مرة إلى كامل بالاسم، فكتب: «لو كنت أصغر سنًا، كان من الأفضل أن أستمتع بمحاربة الخديوي ومصطفى كامل وحلفائهم من الإنجليز، علاوة على ذلك، أعتقد أنني يجب أن أهزمهم».
وقد كان كامل مدعومًا بقوة من محمد فريد العضو البارز في الأرستقراطية المصر والسودانية. بمساعدة فريد، أسس كامل الحزب الوطني في ديسمبر 1907، قبل شهرين من وفاته.
يُذكر كامل باعتباره قوميًا مصريًا متحمسًا ومدافعًا صريحًا عن استقلال مصر. يُعتقد أن النشيد الوطني المصري الحالي (بلادي) مستوحى من إحدى خطابات مصطفى كامل والتي ذكر بها مقولته الشهيرة: «لو لم أكن مصريًا لوددت أن أكون مصريًا». يقول فضل الرحمن مالك أنه على الرغم من أن كامل كان علمانيًا، إلا أن قوميته كانت مستوحاة أيضًا من الماضي الإسلامي. ويبدو أن هذا هو الاستنتاج الطبيعي لأن مصر ظلت تحت حكم الخلافة الإسلامية لقرون قبل مولده. غالبًا ما اتهمه البريطانيون بالدعوة إلى القومية الإسلامية على الرغم من كونه قوميًا مصريًا، ومن المعروف أنه دعم السلطان العثماني ضد السلطات البريطانية في مصر في النزاع على طابا في مايو 1906، على الرغم من أنه في وقت لاحق من حياته ابتعد عن فكرة كون مصر جزءًا من عالم إسلامي شامل، ورآها ككيان إقليمي فريد.

### صاحب فكرة إنشاء الجامعة المصرية
أرسل إلى الشيخ علي يوسف صاحب جريدة المؤيد برسالة يدعو فيها إلى فتح باب التبرع لمشروع الجامعة، وأعلن مبادرته إلى الاكتتاب بخمسمائة جنيه لمشروع إنشاء هذه الجامعة، وكان هذا المبلغ كبيرًا في تلك الأيام؛ فنشرت الجريدة رسالة الزعيم الكبير في عددها الصادر بتاريخ (11 شعبان 1324 هـ الموافق 30 سبتمبر 1906م).
لم تكد جريدة المؤيد تنشر رسالة مصطفى كامل حتى توالت خطابات التأييد للمشروع من جانب أعيان الدولة، وسارع بعض الكبراء وأهل الرأي بالاكتتاب والتبرع، ونشرت الجريدة قائمة بأسماء المتبرعين، وكان في مقدمتهم حسن بك جمجوم الذي تبرع بألف جنيه، وسعد زغلول وقاسم أمين المستشاران بمحكمة الاستئناف الأهلية، وتبرع كل منهما بمائة جنيه.
غير أن عملية الاكتتاب لم تكن منظمة، فاقترحت المؤيد على مصطفى كامل أن ينظم المشروع، وتُشَكَّل لجنة لهذا الغرض تتولى أمره وتشرف عليه من المكتتبين في المشروع، فراقت الفكرة لدى مصطفى كامل، ودعا المكتتبين للاجتماع لبحث هذا الشأن، واختيار اللجنة الأساسية، وانتخاب رئيس لها من كبار المصريين من ذوي الكلمة المسموعة حتى يضمن للمشروع أسباب النجاح والاستقرار. أتمت لجنة الاكتتاب عملها ونجحت في إنشاء الجامعة المصرية يرئسها الملك فؤاد الأول آنذاك.

### علاقته بالخديوي عباس حلمي الثاني
من المعروف أن الخديوي عباس قد اصطدم في بداية توليه الحكم باللورد كرومر في سلسلة من الأحداث كان من أهمها أزمة وزارة مصطفى فهمي باشا عام 1893، وتوترت العلاقات إلى حدٍّ خطير في حادثة الحدود عام 1894، وكان عباس يرى أن الاحتلال لا يستند إلى سند شرعي، وأن الوضع السياسي في مصر لا يزال يستند من الناحية القانونية إلى معاهدة لندن التي كانت في عهد محمد علي باشا في 1840 والفرمانات المؤكدة لهذه المعاهدة إلى جانب الفرمانات التي صدرت في عهد إسماعيل بشأن اختصاصات ومسئوليات الخديوية، فالطابع الدولي للقضية المصرية من ناحية إلى جانب عدم شرعية الاحتلال كانا من المسائل التي استند عليها عباس في معارضته للاحتلال ثم رأى عباس أن يستعين كذلك في معارضته للاحتلال بالقوى الداخلية. لا نعتقد أن الخديوي عباس كان على استعداد للسير في صرامة ضد كرومر إلى حد التفكير في تصفية الاحتلال نهائياً، بل كانت معارضته المترددة لسياسة كرومر تستهدف المشاركة في السلطة حتى في ظل الاحتلال.
أما بالنسبة لتعاون مصطفى كامل مع عباس فله أسبابه أيضاً من وجهة نظر مصطفى كامل:
- أولاً: يجب أن نقرر أن الحركة الوطنية المصرية في ذلك الوقت كانت أضعف من أن تقف بمفردها في المعركة.
- ثانياً: أن مصطفى كامل كان يضع في اعتباره هذفاً واحداً وهو الجلاء وعدواً واحداً وهو الاحتلال، ولذلك كان مصطفى كامل على استعداد للتعاون مع كل القوى الداخلية والخارجية المعارضة للاحتلال، أما المسائل الأخرى التي كانت العناصر الوطنية المعتدلة، من أمثال حزب الأمة فيما بعد، تضعها في الاعتبار الأول كمسألة الحياة البرلمانية وعلاقة مصر مع تركيا وغيرها فكلها مسائل يجب أن تترك حتى يتخلص المصريون من الاحتلال.

### اهتمامه بالحياة الثقافية
في عام (1316 هـ = 1898م) ظهر أول كتاب سياسي له بعنوان «كتاب المسألة الشرقية»، وهو من الكتب الهامة في تاريخ السياسة المصرية. وفي عام (1318 هـ الموافق 1900م) أصدر جريدة اللواء اليومية، واهتم بالتعليم، وجعله مقرونًا بالتربية.

## وفاته
توفي عن عمر يناهز 34 عاما رغم أنه عاش ثماني سنوات فقط في القرن العشرين فإن بصماته امتدت حتى منتصف القرن، وتوفي في 6 محرم 1326 هـ الموافق 10 فبراير 1908م. تسببت وفاته في حالة كبيرة من الحزن الشعبي، وحضر جنازته مئات الآلاف الذين اعتبروا كامل بطلهم. وصار فريد، الذي أنفق كل أمواله في دعم حركة التحرر الوطني في البلاد، زعيمًا للحزب الوطني بعد وفاة كامل.
صار ضريح مصطفى كامل (الذي بني بين 1949-1953) بالقرب من قلعة صلاح الدين الأيوبي على الطراز المملوكي الجديد مفتوحًا للجمهور كمتحف، ويحتوي في غرفة جانبية على عرض لتذكارات تتعلق به.

## وصلات خارجية
- مصطفى كامل على موقع الموسوعة البريطانية (الإنجليزية)
- المجلدات 1-3 من أعمال مصطفى كامل موقع أرشيف من مجموعة جامعة تورنتو
- المجلدات 4-6 من أعمال مصطفى كامل على موقع أرشيف من مجموعة جامعة تورنتو
- المجلدات 7-9 من أعمال مصطفى كامل وبأوله كتاب المسألة الشرقية على موقع أرشيف من مجموعة جامعة تورنتو
- مصطفى كامل، 1874-1908 أرشيف الإنترنت
- مصطفى والميكادو: نظرة مصري فرنكوفيلي ليابان ميجي، مايكل لافان، 15 مايو 2007

معرض الصور
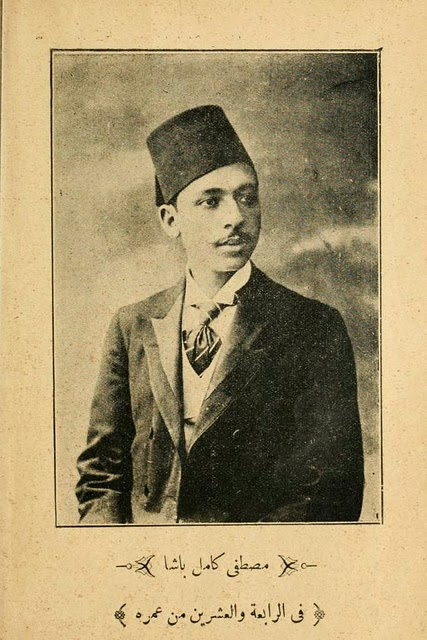
مصطفى كامل في عمر 24
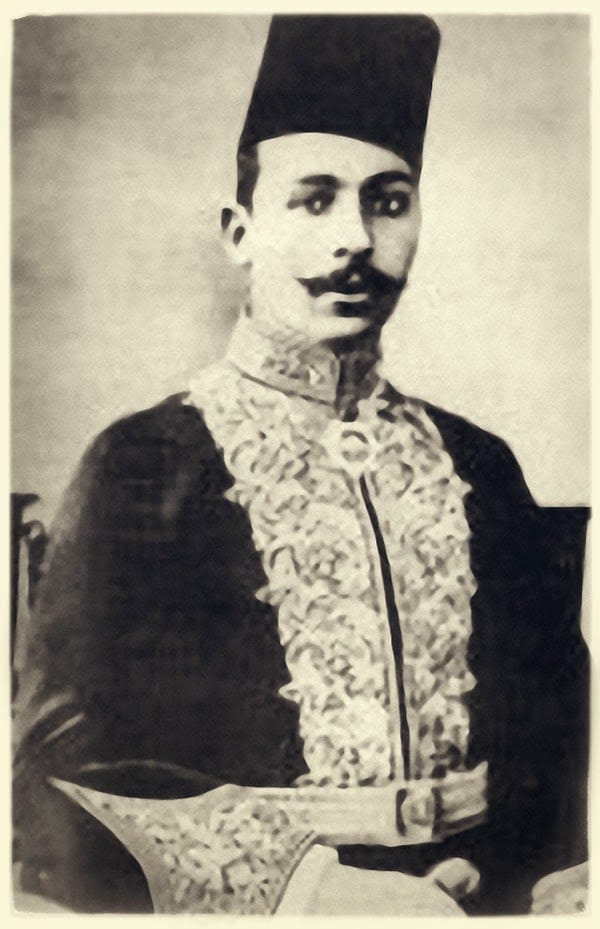
مصطفى كامل باللباس الرسمي
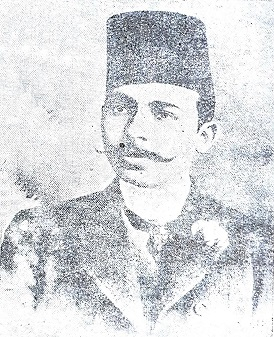
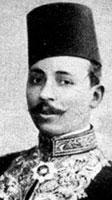

### قائمة المراجع
- "Kamil, Mustafa." Encyclopædia Britannica. 2005. Encyclopædia Britannica Online. 5 Oct. 2005.
- Fahamy، Ziad (2008). "Francophone Egyptian Nationalists, Anti-British Discourse, and European Public Opinion, 1885-1910: The Case of Mustafa Kamil and Ya'qub Sannu". Comparative Studies of South Asia, Africa and the Middle East. ج. 28 ع. 1.
- Arthur Goldschmidt Jr. (2000). Biographical Dictionary of Modern Egypt. Boulder: Lynne Rienner. pp. 101–103.
- Laffan، Michael (1999). "Mustafa and the Mikado: A Francophile Egyptian's turn to Meiji Japan". Japanese Studies. ج. 19 ع. 3.
- Rahman Malik، Fazlur (1984). Islam & Modernity. University Of Chicago Press. ISBN:978-0-226-70284-1.
- Ziad Fahmy, "Francophone Egyptian Nationalists, Anti-British Discourse, and European Public Opinion, 1885-1910: The Case of Mustafa Kamil and Ya'qub Sannu'"
- Fritz Steppat: Nationalismus und Islam bei Mustafa Kamil. Ein Beitrag zur Ideengeschichte der ägyptischen Nationalbewegung. in: periodical Die Welt des Islams. The world of Islam. Brill, Leiden, 1956 (separately printed, too) pp. 242 – 341 (in German)
- Cleveland، William L. (2013). A History of the Modern Middle East. Westview Press. مؤرشف من الأصل في 2022-05-25.